# Učená pře aneb Můj pohlavní život
Učená pře aneb Můj pohlavní život (v originále Comment je me suis disputé … (ma vie sexuelle)) je francouzský hraný film z roku 1996, který režíroval Arnaud Desplechin podle vlastního scénáře. Snímek měl světovou premiéru na Mezinárodním filmovém festivalu v Cannes.

## Děj
Paulovi Dédalusovi je 29 let. Pracuje jako hlavní asistent filozofie na Univerzitě Paříž-Nanterre, ale stále nedokončil disertační práci. Také v osobním životě se mu nedaří dle představ. Už deset let chodí s Esther, ale nemohou se shodnout, zda spolu zůstat nebo se rozejít. Paul bydlí se svým bratrancem Bobem a už dva roky má poměr se Sylvií, snoubenkou svého nejlepšího přítele Nathana. V Paulově životě náhle nastanou dvě novinky. Dozvídá se, že na univerzitě začne pracovat jeho bývalý kamarád Frédéric Rabier. S Frédéricem se rozhádali, Paul už ani neví proč. Paul také na večírku potkává Valérii, se kterou naváže poměr, i když je Valérie zadaná. Esther začala studovat na Sorboně a Paul ji opustí. Ovšem ani jeho vztah s Valérií se nevyvíjí dobře.

## Obsazení
| Mathieu Amalric          | Paul Dédalus         |
| Emmanuelle Devosová      | Esther               |
| Emmanuel Salinger        | Nathan               |
| Marianne Denicourt       | Sylvia               |
| Thibault de Montalembert | Bob                  |
| Chiara Mastroianniová    | Patricia             |
| Denis Podalydès          | Jean-Jacques         |
| Jeanne Balibarová        | Valérie              |
| Fabrice Desplechin       | Ivan                 |
| Hélène Lapiower          | Marou                |
| Michel Vuillermoz        | Frédéric Rabier      |
| Roland Amstutz           | profesor Chernov     |
| Marion Cotillard         | studentka Juliette   |
| Solenn Jarniou           | Pascale              |
| Philippe Duclos          | spirituální průvodce |
| Elisabeth Maby           | Tatie                |
| Paule Annen              | Chernovova žena      |
| Anne-Katerine Normant    | kamarádka Esther     |

## Ocenění
- Filmový festival v Cannes – nominace na Zlatou palmu
- César – vítěz v kategorii nejslibnější herec (Mathieu Amalric), nominace v kategorii nejslibnější herečka (Jeanne Balibarová a Emmanuelle Devosová)